# Dutch Ladies Open 2012
Het Dutch Ladies Open (officieel Deloitte Ladies Open) is een Nederlands golftoernooi van de Ladies European Tour en wordt in 2012 van 1 tot en met 3 juni gespeeld. Golfclub Broekpolder in Vlaardingen is voor de derde keer gastheer. Het toernooi bestaat uit drie rondes van achttien holes. Het prijzengeld is € 250.000, de winnares krijgt hiervan € 37.500.
Titelhoudster is de Engelse Melissa Reid. Toen ze de week voor het Deloitte Open in Duitsland speelde, kwamen haar ouders haar bezoeken. Ze raakten betrokken bij een  auto-ongeluk waarna haar moeder aan haar verwondingen overleed.

## Hole-in-one

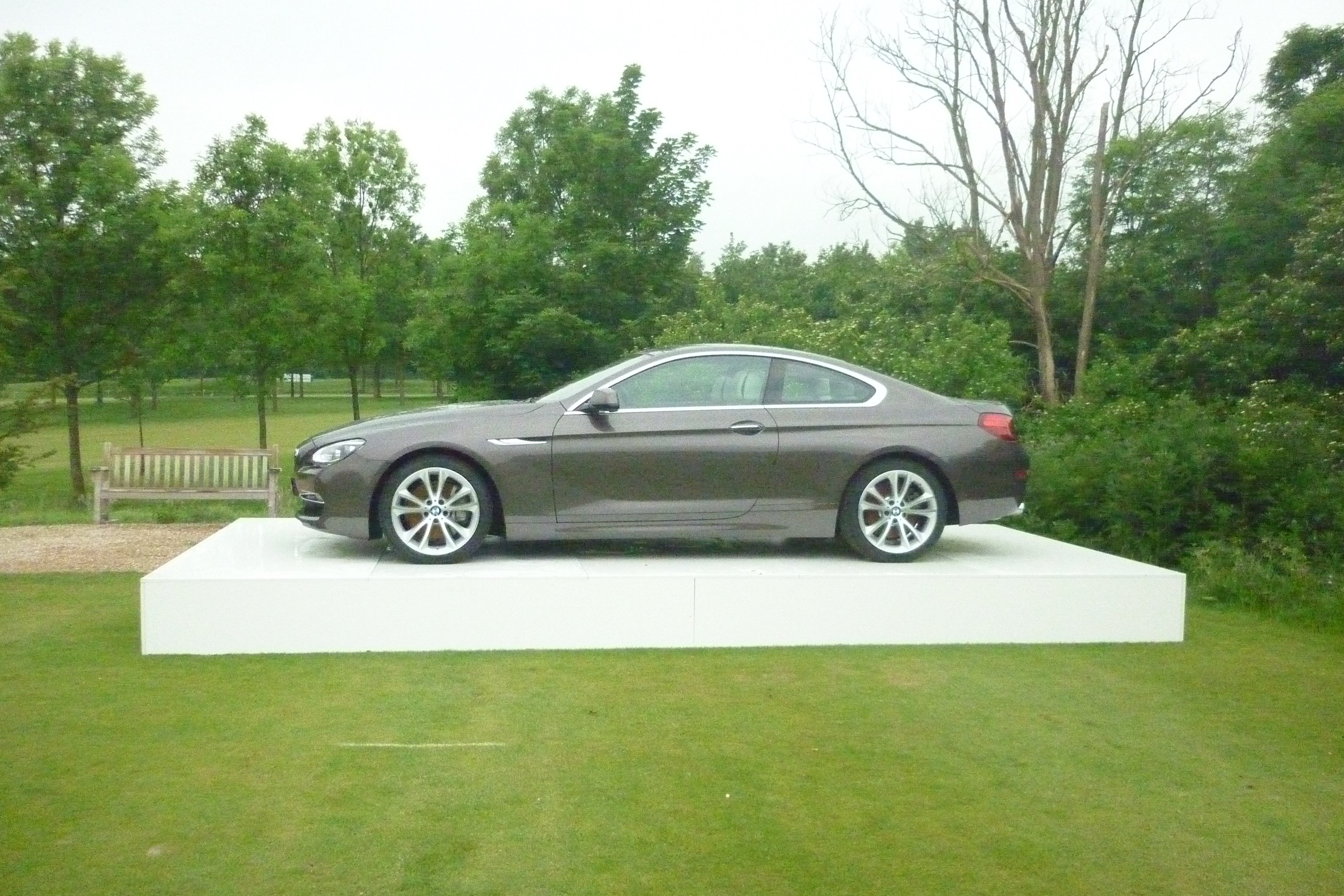
BMW 6 Coupé

De eerste speelster die tijdens het toernooi een hole-in-one op hole 16 maakt, krijgt een BMW 6 Serie Coupé ter waarde van 90.350 euro. In 2011 ging de hole-in-one prijs naar Frances Bondad. Dat was toen een BMW 640i Cabrio.
Christel Boeljon, ambassadeur van dit toernooi, staat op de eerste plaats van de Order of Merit van de Ladies Tour en in de top-50 van de wereldranglijst. Ze gaat vanaf 1 juni 2012, de eerste dag van dit toernooi, een samenwerking aangegaan met Make-A-Wish. Ze zal 1% van haar prijzengeld aan de stichting doneren. De eerste speelster die tijdens het toernooi een hole-in-one op hole 4 maakt, zorgt ervoor dat er € 15.000 naar Make-A-Wish Nederland wordt overgemaakt.

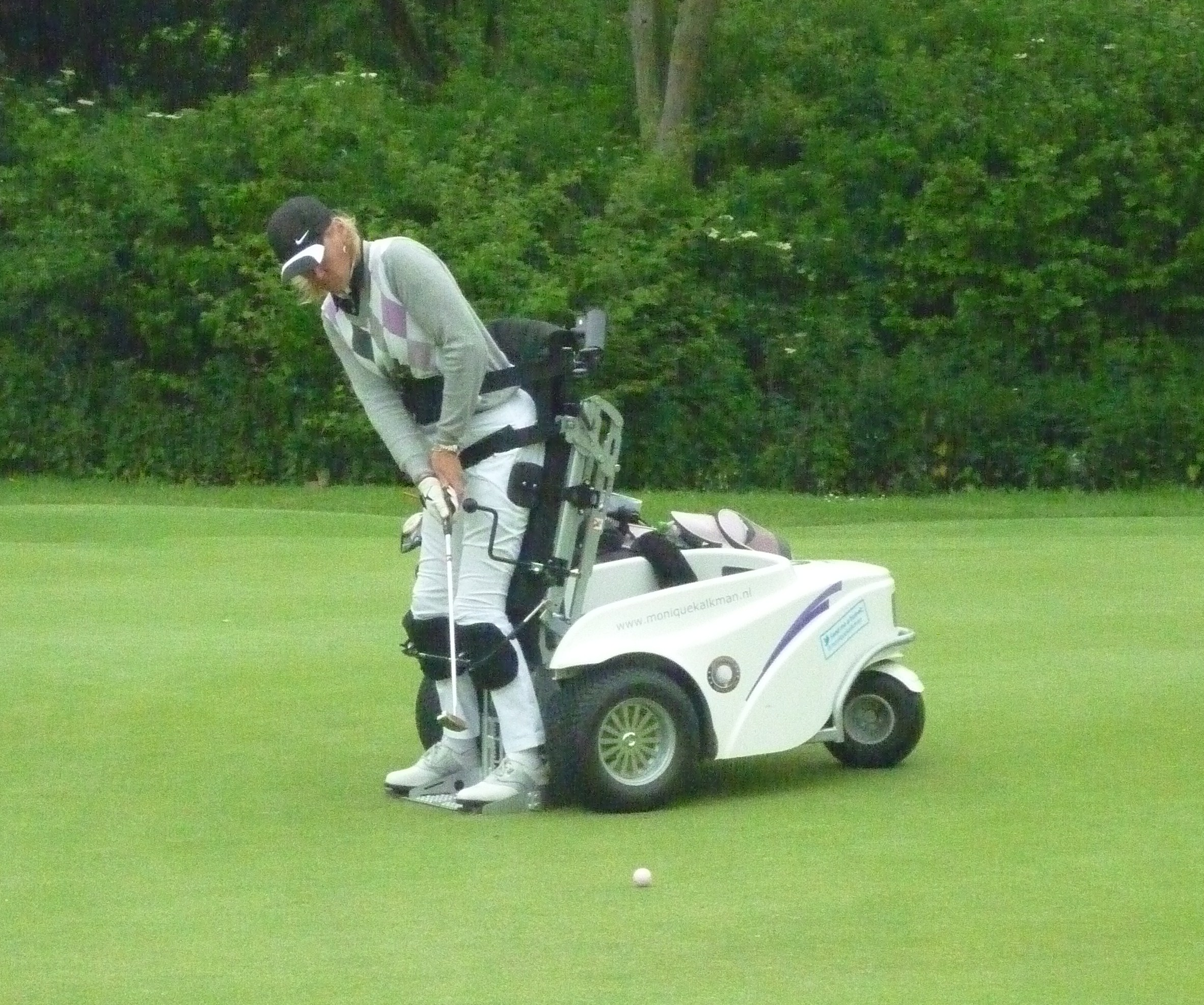
M. Kalkman

## Pro-Am's
Dit toernooi wordt voorafgegaan door drie Pro-Am's, twee op woensdag en eentje op donderdag. Alle teams bestaan uit een professional en drie amateurs. Woensdag is een bestball, donderdag spelen veel damesteams en dan wordt er een scramble gespeeld.
Een van de deelneemsters donderdag was Monique Kalkman-Van den Bosch, die op 14-jarige leeftijd een dwarslaesie kreeg, jarenlang top tennis speelde en later leerde golfspelen en handicap 29.8 haalde.

## Verslag
De par van de baan is 72. 

#### Ronde 1
Karlijn Zaanen startte in de eerste partij om 8 uur, de laatste start was om 2 uur.

De eerste clubhouse leader was Carlota Ciganda, die een ronde van 71 maakte. Een half uur later kwam Anja Monke met 70 binnen en nam de leiding over. Connie Chen en Steffi Kirchmayr stonden toen al na negen holes op -4. Connie Chen verloor daarna zeven slagen, maar Kirchmayr bleef op -4 staan. Florentyna Parker, die het toernooi in 2010 won, Karen Lunn en Elena Giraud maakten later ook -4. Christel Boeljon was de beste Nederlandse speelster, Dewi-Claire Schreefel had een slag meer nodig en Marjet van der Graaff eindigde level par. Beste amateur was Lauren Taylor, die het vorige Dutch Junior Open won. 

#### Ronde 2

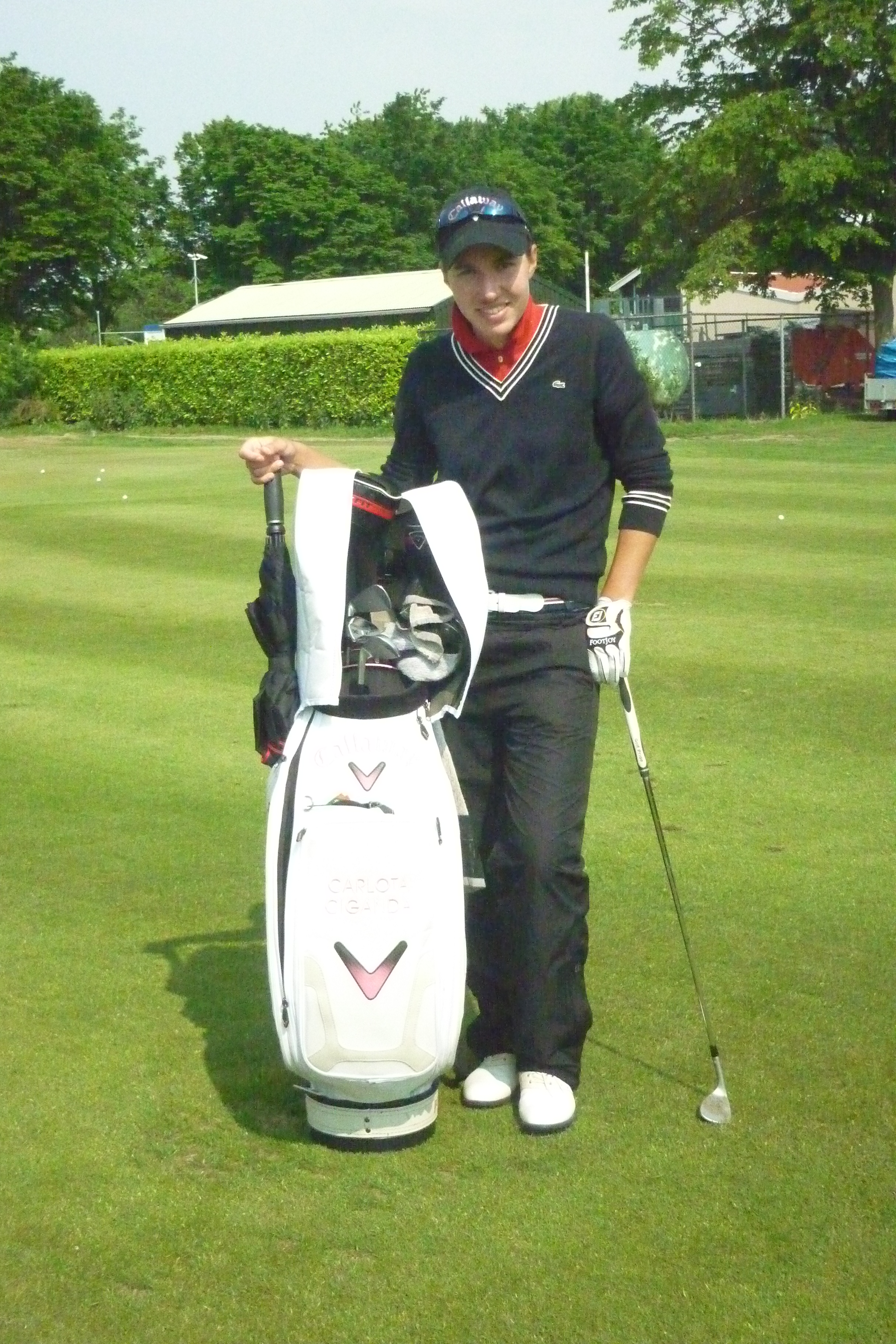
Carlota Ciganda, leider na ronde 2, winnares na ronde 3

Ursula Wikström maakte in de ochtendronde een score van 68, gelijk aan het toernooirecord, en bleef urenlang aan de leiding. Carlota Ciganda stond na negen holes al op -4, net als Florentyna Parker, maar ze eindigde na nog twee birdies op de eerste plaats. Kyra van Leeuwen maakte een mooie eagle op hole 14 en stond na 9 holes twee onder par. Daarna ging het slechter, de laatste vijf holes speelde ze vier boven par waardoor ze zich niet kwalificeerde voor de laatste ronde. De cut werd +4. Twee van de vier amateurs, Karlijn Zaanen en Lauren Taylor, mogen de derde ronde wel meedoen. Ondanks de slechte weersvoorspellingen was er wat publiek.

#### Ronde 3
De laatste ronde verliep niet als verwacht. Het had zo hard geregend dat er pas na 11 uur gestart werd. De indeling van de speelsters werd gewijzigd, en werd in groepen van drie gespeeld en van twee tee's gestart. De speelsters mochten de bal op de fairway plaatsen (dat wil zeggen merken, opnemen, schoonmaken en vlak bij hun marker terugleggen). Het waaide af en toe wat harder en er viel soms wat regen, de meeste speelsters hadden regenpakken aan en oorwarmers om hun pet. Een fel contrast met dinsdag en woensdag. 

Carlota Ciganda bleef aan de leiding. Na negen holes stond ze drie onder par, op hole 11 viel de eerste bogey, maar daarna stond ze nog twee slagen voor op Ursula Wikström. Beste Nederlamndse was Dewi-Claire Schreefel, die ,et -3 op de 4de plaats eindigde.
Leaderboard 
| Naam                  | R1 | R1  | Stand | R2 | R2  | Totaal | Stand | R3 | R3  | Totaal | Stand |
| --------------------- | -- | --- | ----- | -- | --- | ------ | ----- | -- | --- | ------ | ----- |
| Carlota Ciganda       | 71 | -1  | T11   | 67 | -5  | -6     | 1     | 69 | -3  | -9     | 1     |
| Ursula Wikström       | 71 | -1  | T11   | 68 | -4  | -5     | 2     | 71 | -1  | -6     | 2     |
| Lee-Anne Pace         | 71 | -1  | T11   | 70 | -2  | -3     | T4    | 71 | -1  | -4     | 3     |
| Carin Koch            | 71 | -1  | T11   | 70 | -2  | -3     | T4    | 72 | par | -3     | T4    |
| Dewi-Claire Schreefel | 71 | -1  | T11   | 70 | -2  | -3     | T4    | 72 | par | -3     | T4    |
| Caroline Afonso       | 71 | -1  | T11   | 70 | -2  | -3     | T4    | 73 | +1  | -2     | T6    |
| Caroline Masson       | 71 | -1  | T11   | 70 | -2  | -3     | T4    | 73 | +1  | -2     | T6    |
| Mikaela Parmlid       | 72 | par | T24   | 71 | -1  | -1     | T15   | 71 | -1  | -2     | T6    |
| Veronica Zorzi        | 73 | +1  | T31   | 69 | -3  | -2     | T11   | 72 | par | -2     | T6    |
| Florentyna Parker     | 68 | -4  | T1    | 72 | par | -4     | 3     | 75 | +3  | -1     | T10   |
| Hannah Burke          | 69 | -3  | T5    | 75 | +3  | par    | T21   | 71 | -1  | -1     | T10   |
| Elena Giraud          | 68 | -4  | T1    | 73 | +1  | -3     | T4    | 75 | +3  | par    | T12   |
| Alison Whitaker       | 70 | -2  | T7    | 72 | par | -2     | T11   | 74 | +2  | par    | T12   |
| Christel Boeljon      | 70 | -2  | T7    | 73 | +1  | -1     | T15   | 73 | +1  | par    | T12   |
| Diana Luna            | 69 | -3  | T5    | 76 | +4  | +1     | T29   | 71 | -1  | par    | T12   |
| Felicity Johnson      | 70 | -2  | T7    | 71 | -1  | -3     | T4    | 77 | +5  | +2     | T25   |
| Marjet van der Graaff | 72 | par | T24   | 73 | +1  | +1     | T29   | 74 | +2  | +3     | T29   |
| Anja Monke            | 70 | -2  | T7    | 77 | +5  | +3     | T47   | 72 | par | +3     | T29   |
| Karen Lunn            | 68 | -4  | T1    | 76 | +4  | par    | T21   | 77 | +5  | +5     | T50   |
| Lauren Taylor (Am)    | 72 | par | T24   | 76 | +4  | +4     | T60   | 75 | +3  | +7     | T54   |
| Steffi Kirchmayr      | 68 | -4  | T1    | 79 | +7  | +3     | T47   | 77 | +5  | +8     | T58   |
| Karlijn Zaanen (Am)   | 75 | +3  | T67   | 73 | +1  | +4     | T60   | 79 | +7  | +11    | 66    |
| Chrisje de Vries      | 75 | +3  | T67   | 74 | +2  | +5     | MC    |    |     |        |       |
| Lien Willems          | 79 | +7  | 108   | 71 | -1  | +6     | MC    |    |     |        |       |
| Kyra van Leeuwen      | 76 | +4  | T79   | 74 | +2  | +6     | MC    |    |     |        |       |
| Marieke Nivard        | 77 | +5  | T93   | 74 | +2  | +7     | MC    |    |     |        |       |
| Manon De Roey (Am)    | 75 | +3  | T67   | 76 | +4  | +7     | MC    |    |     |        |       |
| Laurence Herman       | 78 | +6  | T102  | 77 | +5  | +11    | MC    |    |     |        |       |
| Sandra Eggermont      | 85 | +13 | T124  | 76 | +4  | +16    | MC    |    |     |        |       |
| Tessa de Bruijn (Am)  | 84 | +12 | T122  | 81 | +9  | +21    | DQ    |    |     |        |       |

| Leider |  | Toernooirecord |  | MC = missed cut = cut gemist |  | DQ = disqualified |

## Speelsters
| - Caroline Afonso - Holly Aitchison - Helen Alfredsson - Beth Allen - Carmen Alonso - Lucie Andre - Sara Ardstrom - Bree Arthur - Rebecca Artis - Mianne Bagger - Rachel Bailey - Maria Beautell - Elizabeth Bennett - Christel Boeljon - Frances Bondad - Stacy Lee Bregman - Becky Brewerton - Lynnette Brooky - Hannah Burke - Laura Cabanillas - Anne-Lise Caudal - Connie Chen - Esther Choe - Carlota Ciganda - Rebecca Codd - Stefania Croce - Tandi Cuningham - Sara Djos - Kendall Dye - Charlotte Ellis - Tania Elosegui (2009) - Elin Emanuelssonn | - Elisabeth Esterl (2004) - Nikki Garrett - Barbara Genuini - Nicole Gergely - Sophie Giquel-Bettan - Elena Giraud - Eleanor Givens - Marjet van der Graaff - Julie Greciet - Lydia Hall - Sofia Harkonen - Sahra Hassan - Rebecca Hudson - Rachel Jennings - Trish Johnson - Malene Jorgensen - Stacey Keating - Steffi Kirchmayr - Cassandra Kirkland - Joanna Klatten - Carin Koch - Jenni Kuosa - Virginie Lagoutte-Clement - Vikki Laing - Kym Larratt - Louise Larsson - Liebelei Lawrence - Kyra van Leeuwen - Diana Luna - Karen Lunn - Anais Maggetti - Julie Maisongrosse | - Laurette Maritz - Caroline Martens - Caroline Masson - Kiran Matharu - Mary Mattson - Stefanie Michl - Anja Monke - Danielle Montgomery - Stephanie Na - Miriam Nagl - Sharmila Nicollet - Marieke Nivard - Gwladys Nocera - Maria Ohlsson - Lee-Anne Pace - Celine Palomar - Florentyna Parker - Mikaela Parmlid - Titiya Plucksataporn - Mireia Prat - Clare Queen - Margherita Rigon - Caroline Rominger - Sophie Sandolo - Jade Schaeffer - Dewi-Claire Schreefel - Anna Scott - Dawn Shockley - Ashleigh Simon - Georgina Simpson - Marianne Skarpnord - Monique Smit | - Lisa Holm Sorensen - Nontaya Srisawang - Louise Stahle - Line Vedel - Alexandra Vilatte - Chrisje de Vries - Lotta Wahlin - Kylie Walker - Sophie Walker - Linda Wessberg - Caroline Westrup - Alison Whitaker - Ursula Wikström - Jessica Yadloczky - Yu Yang Zhang - Veronica Zorzi - Henrietta Zuël - Adriana Zwanck Invitaties - Anastasia Kostina - Sandra Eggermont - Laurence Herman - Lucie Williams - Cecilie Lundgreen - Marion Ricordeau Amateurs - Tessa de Bruijn - Manon De Roey - Karlijn Zaanen - Lauren Taylor winnares Toxandria |